# Carta d'identità vaticana
La carta d'identità vaticana è un documento di riconoscimento della Città del Vaticano rilasciato dal Governatorato dello Stato della Città del Vaticano.

## Caratteristiche
L'ottenimento della cittadinanza e del passaporto vaticano è disciplinato all'ottenimento della cittadinanza vaticana, i figli dei dipendenti laici al compimento del 18º anno d'età perdono la cittadinanza vaticana, salvo se risiedono all'interno dello Stato. 
La carta d'identità vaticana permette di entrare e di uscire dallo stato senza nessun controllo, e al 2003 risultavano 524 persone in possesso della carta d'identità vaticana.

## Carta d'identità come documento di viaggio
La Carta d'identità vaticana è utilizzabile come documento di viaggio in tutti i Paesi aderenti agli Accordi di Schengen.